# La práctica de la psicoterapia
La práctica de la psicoterapia: contribuciones al problema de la psicoterapia y a la psicología de la transferencia (en alemán Praxis der Psychotherapie) es un conjunto de escritos de Carl Gustav Jung incluidos en el decimosexto volumen de su Obra completa.

## Contenido
Aunque a lo largo de toda la obra de C. G. Jung merodean las referencias a la psicoterapia, con mayor frecuencia y densidad en sus escritos clínicos, psicoanalíticos y psiquiátricos, los textos aquí recopilados se centran específicamente en el contexto, las condiciones y la dinámica de la psicoterapia tal como él la entiende.
Jung es el primer psicoterapeuta moderno que ha sabido defender la especificidad del alma frente al cuerpo y el espíritu, evitando en su propia psicología que esta psique quedara subsumida en el biológico mundo del médico o el espiritual del religioso, con sus respectivas tendencias normativas. Del mismo modo, como escribe en 1941, frente a un «Estado que reclama hoy el derecho absoluto a la totalidad exclusiva», «la psicoterapia proclama su intención de educar al hombre en la autonomía y la libertad moral». De ahí que «en nuestros días la tarea más importante de la psicoterapia es ponerse al servicio del desarrollo del individuo».

## Índice
1. Prólogo del autor (1957)

Problemas generales de la psicoterapia
1. Consideraciones de principio acerca de la psicoterapia práctica (1935)
2. ¿Qué es la psicoterapia? (1935)
3. Algunos aspectos de la psicoterapia moderna (1930)
4. Metas de la psicoterapia (1931)
5. Los problemas de la psicoterapia moderna (1929)
6. Psicoterapia y cosmovisión (1943/1946)
7. Medicina y psicoterapia (1945)
8. La psicoterapia en la actualidad (1945/1946)
9. Cuestiones fundamentales de la psicoterapia (1951)

Problemas especiales de la psicoterapia
1. El valor terapéutico de la abreacción (1921/1928)
2. La aplicabilidad práctica del análisis de los sueños (1934)
3. La psicología de la transferencia (1946)

## Edición en castellano
- Jung, Carl Gustav (2006 [2ª edición 2016]). Obra completa de Carl Gustav Jung. Volumen 16: La práctica de la psicoterapia. Traducción Jorge Navarro Pérez. Madrid: Editorial Trotta. ISBN 978-84-8164-811-9/ ISBN 978-84-8164-812-6.

- Datos: Q17065142